# Avena fatua
Avena fatua o cugula fàtua, trauca-sacs (en rossellonès) és la cugula més comuna. És una espècie de gramínia considerada una mala herba dels camps de conreu de cereals. És una planta nativa d'Euràsia però s'ha introduït en moltes altres regions temperades del món. Apareix també als Països Catalans però manca a les Balears.

## Descripció
Planta anual. S'assembla molt a la civada, té les tiges erectes i buides que fan de 30 a 120 cm d'alt. Floreix formant panícules. Les espícules fan d'1,8-2,5 cm amb 2-3 flors que es desprenen separadament cadascuna. Les fulles són de color verd fosc i fan un centímetre d'amplada. Les plàntules són piloses. Amb poques plantes d'aquesta cugula ja es causa un dany apreciable en el rendiment dels cereals. Floreix de maig a agost. Es troba des del nivell del mar als 1400 m d'altitud.